# Alejandro Pedraz
Alejandro Pedraz (* 4. September 1990 in San Sebastián) ist ein spanischer Eishockeyspieler, der seit 2015 erneut beim CH Majadahonda in der spanischen Superliga unter Vertrag steht.

## Karriere
Alejandro Pedraz begann seine Karriere als Eishockeyspieler in der Nachwuchsabteilung des finnischen Erstligisten KalPa Kuopio, für dessen U18-Junioren er von 2005 bis 2008 sowie anschließend für deren U20-Junioren er von 2008 bis 2010 aktiv war. Zur Saison 2010/11 kehrte er in sein Heimatland zurück und unterschrieb einen Vertrag beim CH Majadahonda aus der spanischen Superliga. 2012 wurde er Torschützenkönig der Superliga. 2014 zog es ihn zum Ligakonkurrenten CG Puigcerdà. Mit seinem neuen Klub nahm er am IIHF Continental Cup 2014/15 teil, schied jedoch trotz Siegen gegen den HK Beostar (5:1) und den İzmir Büyükşehir Belediyesi SK (20:1) aus, da das entscheidende Spiel gegen den Erstrundengastgeber HK ZSKA Sofia knapp mit 2:3 verloren ging. Nach nur einem Jahr kehrte er jedoch nach Majadahonda zurück, wo er seither wieder spielt.

### International
Für Spanien nahm Pedraz im Juniorenbereich an der U18-Junioren-Weltmeisterschaft der Division III 2007, den U18-Junioren-Weltmeisterschaften der Division II 2006 und 2008 sowie den U20-Junioren-Weltmeisterschaften der Division II 2007, 2008, 2009 und 2010 teil. Zudem spielte er mit der spanischen Studentenauswahl bei der Winter-Universiade 2011 in Erzurum und der Winter-Universiade 2015 in Grenada.
Im Seniorenbereich stand er im Aufgebot der Iberer bei den Weltmeisterschaften der Division II 2007, 2008, 2009 und 2010, als er der beste Torvorbereiter des Turniers war, 2012 und 2013 sowie bei der Weltmeisterschaft der Division I 2011. Zudem vertrat er seine Farben bei den Qualifikationsturnieren für die 2010 in Vancouver, 2014 in Sotschi und 2018 in Pyeongchang.

## Erfolge und Auszeichnungen
- 2007 Aufstieg in die Division II bei der U18-Junioren-Weltmeisterschaft der Division III
- 2010 Aufstieg in die Division I bei der Weltmeisterschaft der Division II
- 2010 Bester Vorlagengeber der Weltmeisterschaft der Division II, Gruppe A
- 2012 Torschützenkönig der spanischen Superliga